# فرانسیس آرسنتیف
فرانسیس آرسنتیف (۱۸ ژانویه ۱۹۵۸–۲۴ مه ۱۹۹۸) اولین زن اهل ایالات متحده آمریکا بود که بدون اینکه کپسول اکسیژن به همراه داشته باشد، به قله اورست صعود کرد. سپس در راه برگشت از قله اورست، جان خود را از دست داد.

## تحصیلات و سوابق کاری
فرانسیس یاربرو دیستفانو-آرسنتیف در ایالت هاوایی متولد شد. او در تاریخ ۱۸ ژانویه ۱۹۵۸ به دنیا آمد. پدر او جان یاربرو و مادرش مارینا گرت بودند.
در شش سالگی پدرش او را به کوه‌های کلرادو برد. وقتی بزرگ شد، در مدرسه آمریکایی در سوئیس و مدارس دیگری در ایالات متحده تحصیلات خود را کامل کرد. آرسنتیف قبل از فارغ‌التحصیلی از دانشگاه لوئیزویل در کالج استفنز تحصیل کرد. و بعد از آن مدرک کارشناسی ارشد خود را از مدرسه بین‌المللی مدیریت بازرگانی در فینیکس دریافت کرد. آرسنتیف در دهه ۱۹۸۰ در سمت حسابدار در تلوراید، کلرادو مشغول به کار بود.

## کوه‌نوردی
یاربرو با سرگئی آرسنتیف در سال ۱۹۹۲، ازدواج کرد. این زوج به همراه یکدیگر بسیاری از قله‌های روسیه را فتح کردند. اولین صعود آنها به قله ای بود که ۵۸۰۰ متر ارتفاع داشت و آنها نام آن را گودویل نامیدند و همچنین به قله دنالی از سمت تکیه گاه غرب صعود کردند. آرسنتیف اولین زن اهل آمریکا بود که در کوه البروس به وسیله اسکی به قله‌های شرقی و غربی آن رفت. این امر باعث شد که او به این موضوع که به عنوان اولین زن، بدون اکسیژن درمانی به قله اورست صعود کند، علاقه پیدا کند.

## اورست

### تلاش‌های اولیه
در می ۱۹۹۸، فرانسیس به همراه سرگئی آرسنتیف به کمپ اصلی قله اورست رسیدند. در ۱۷ می، آنها از کمپ اولیه به سمت سره شمالی صعود کردند و روز بعد به ارتفاع ۷۷۰۰ متر رسیدند. درحالی که ۲۱ کوهنورد دیگر از سمت شمال به قله اورست رسیدند. در ۱۹ می، آنها به ارتفاع ۸۲۰۳ متری صعود کردند. سرگئی به وسیلهٔ رادیو وضعیت خوب خود را گزارش داد و بیان کرد که قرار است در ۲۰ می در ساعت ۱:۰۰ بامداد، تلاش خود را برای صعود آغاز کنند. در ۲۰ مه، پس از اینکه شب را در کمپ ۴ گذراندند، تلاش خود را برای صعود به قله آغاز کردند ولی هنگامی که چراغ کلاه‌هایشان از کار افتاد، در مرحله اول برگشتند. در ۲۱ می، آنها پس از صعود تنها ۵۰ تا ۱۰۰ متر قبل از برگشتن، دوباره در کمپ ۶ ماندند.

### قله و عواقب آن
پس از نتیجه نگرفتن این دو برای صعود به قله، آنها آخرین صعود خود را در ۲۲ می شروع کردند. به دلیل عدم وجود مکمل اکسیژن در چنین ارتفاعی، این دو به آرامی حرکت کردند و در شرایط خطرناکی در اواخر روز به قله رسیدند. پس، آنها مجبور شدند یک شب دیگر را در ارتفاع ۸۰۰۰ متری سپری کنند. در طول شب، این دو از هم جدا شدند. سرگئی صبح روز بعد به سمت کمپ رفت، اما متوجه شد که همسرش هنوز نیامده است. او فهمید که همسرش باید در منطقهٔ خطرناکی در بالای کوه باشد، او با حمل اکسیژن و دارو برای یافتن او به راه افتاد.